# Le Cinquième Commandement
Le Cinquième Commandement (Ihr Auftrag, Pater Castell) est une série télévisée allemande en quinze épisodes de 45 minutes diffusée entre le 8 mai 2008 et le 3 juin 2010 sur ZDF.
En France, elle a été diffusée du 1er juin au 22 juin 2014 (quatre épisodes par soir) sur France 3. Elle reste inédite dans les autres pays francophones.

## Synopsis
Le père Castell travaille avec le commissaire de police Marie Blank sur des enquêtes criminelles.

## Distribution
- Francis Fulton-Smith (de) (VF : Jérôme Keen) : Père Simon Castell, Jésuite
- Christine Döring (de) : Marie Blank, commissaire de police
- Hans Peter Hallwachs (de) : Cardinal Scarpia, Supérieur du père Castell
- Maja-Celiné Probst : Lisa Blank, fille de Marie (saisons 1 et 2)
- Lisa Kreuzer (VF : Marie-Martine) : Franziska Blank, mère de Marie (saisons 1 et 2)
- Anatole Taubman (VF : Christophe Desmottes) (saison 1) puis Ercan Durmaz (de) (VF : Nicolas Djermag) : Dr Jens Deißmann, médecin légiste

 Source et légende : version française (VF) sur RS Doublage

## Épisodes

### Première saison (2008)
Elle a été diffusée du 8 au 29 mai 2008.
1. Le Labyrinthe (Das Labyrinth)
2. Un cadavre peut en cacher un autre (Die Leiche im Karlsgraben)
3. Le Dixième Moine (Der 10. Mönch)
4. Le Dernier Païen (Der letzte Heide)

### Deuxième saison (2009)
Elle a été diffusée du 15 octobre au 19 novembre 2009.
1. La Loge (Die Loge)
2. Le Trésor du commerçant (Der Schatz des Kaufmanns)
3. Sur le chemin de Compostelle (Auf dem Jakobsweg)
4. Meurtre à l'internat (Das Voynich-Manuskript)
5. Le Pélican (Der Pelikan)
6. Le Secret du croisé (Das Geheimnis des Kreuzritters)

### Troisième saison (2010)
Elle a été diffusée du 13 mai au 3 juin 2010.
1. La Relique sacrée (1re et 2e partie) (Die Jesustafel) (90 minutes)
2. Un monde à part (Das Geheimnis der letzten Tage)
3. Le Secret des catacombes (Die Priesterin)
4. Le Feu du ciel (Sodom & Gomorrha)

## Commentaire
La chaîne ZDF a annulé faute d'audience. La série a été critiquée par le Vatican car elle ne reflétait pas la réalité[réf. nécessaire].